# Liga de Tineret UEFA
Liga de Tineret UEFA (engleză UEFA Youth League) este o competiție europeană de fotbal care se desfășoară anual între echipele de juniori U-19 ale cluburilor participante în grupele Ligii Campionilor. Câștigătoarea competiției este premiată cu Trofeul Lennart Johansson, ce poartă numele actualului președinte de onoare al UEFA.

## Istoric
Liga de Tineret UEFA a luat naștere pe 6 decembrie 2012 în urma unei întâlniri a Comitetului Executiv UEFA care a avut loc în Lausanne, Elveția. În urma acestei întâlniri s-a aprobat, de către Comitet, numele noii competiții, după ce acesta aprobase în prealabil formatul și lista de acces pentru noua competiție, în iunie 2012.
Michel Platini, președintele UEFA de la acea vreme, declara următoarele:
„Credem că UEFA Youth League este o propunere adițională atractivă pentru cluburile din UEFA Champions League. Am creat acum o oportunitate competitivă pentru ca jucătorii tineri să fie implicați în meciuri internaționale la nivel de club. Ne permite să oferim o oportunitate de dezvoltare și o experiență excelentă nu doar pentru jucători, dar și pentru arbitri, care vor fi nominalizați pe baza unui temei internațional.”
Competiția a fost creată la cererea mai multor cluburi de fotbal europene. Aceasta a fost precedată de organizarea unei partide (UEFA Under-18 Challenge) între echipele de juniori ale finalistelor Ligii Campionilor din mai 2010.

## Descrierea competiției

### Format
Accesul în această competiție este rezervat echipelor de juniori ale celor 32 de cluburi participante în grupele Ligii Campionilor. Echipele evoluează în grupe cu aceeași compoziție și calendar ca și cele ale echipelor de seniori din Liga Campionilor.
Fazele eliminatorii care urmează după grupe (șaisprezecimi, optimi, sferturi, semifinale și finală) se dispută într-un singur meci, și nu două (tur-retur), așa cum este în Liga Campionilor. Acest lucru înseamnă că orice echipă de juniori poate disputa un număr maxim de 10 meciuri într-un sezon al Liga de Tineret UEFA: 6 în grupe, 3 în fazele eliminatorii și, după caz, 1 în faza finală. Meciurile din semifinale și finală se vor disputa pe terenuri neutre.

### Regulament
Toți jucătorii echipelor angrenate în competiție trebuie să aibă vârsta sub 19 ani pentru a putea fi eligibili.
În cazul în care, în faza grupelor, două echipe termină la egalitate de puncte, se va ține cont, în ordine, de următoarele criterii: golaveraj, rezultate directe între echipele respective, sau alte criterii dacă cele anterioare nu pot determina echipa superioară.
În cazul în care, în fazele eliminatorii, un meci se termină la egalitate la finalul celor 90 de minute regulamentare de joc, se va proceda la lovituri de departajare, fără a mai exista prelungiri suplimentare.

### Trofeu și medalii
Câștigătoarea competiției este premiată cu o replică în mărime naturală a Trofeului Lennart Johansson, varianta originală fiind prezentă doar la ceremonia de premiere. De asemenea, câștigătorii finalei vor primi 30 de medalii de aur, iar jucătorii echipei adverse, 30 de argint.

## Finale
| 2024 | Olympiakos                             | 3 - 0                                  | Milan                                  |
| 2023 | AZ Alkmaar                             | 5 - 0                                  | Hajduk Split                           |
| 2022 | Benfica                                | 6 - 0                                  | Salzburg                               |
| 2021 | Anulat din cauza pandemiei de COVID-19 | Anulat din cauza pandemiei de COVID-19 | Anulat din cauza pandemiei de COVID-19 |
| 2020 | Real Madrid                            | 3 - 2                                  | Benfica                                |
| 2019 | Porto                                  | 3 - 1                                  | Chelsea                                |
| 2018 | Barcelona                              | 3 - 0                                  | Chelsea                                |
| 2017 | Salzburg                               | 2 - 1                                  | Benfica                                |
| 2016 | Chelsea                                | 2 - 1                                  | PSG                                    |
| 2015 | Chelsea                                | 3 - 2                                  | Șahtior Donețsk                        |
| 2014 | Barcelona                              | 3 - 0                                  | Benfica                                |

| 2023 | Porto                                  | Nantes                                 |                                        |
| 2023 | Sporting                               | Milan                                  |                                        |
| 2022 | Atlético Madrid                        | Juventus                               |                                        |
| 2021 | Anulat din cauza pandemiei de COVID-19 | Anulat din cauza pandemiei de COVID-19 | Anulat din cauza pandemiei de COVID-19 |
| 2020 | Salzburg                               | Ajax                                   |                                        |
| 2019 | Barcelona                              | Hoffenheim                             |                                        |
| 2018 | Manchester City                        | Porto                                  |                                        |
| 2017 | Barcelona                              | Real Madrid                            |                                        |
| 2016 | Anderlecht                             | Real Madrid                            |                                        |
| 2015 | Anderlecht                             | Roma                                   |                                        |
| 2014 | Real Madrid                            | Schalke                                |                                        |

## Campioni
| Club Sportiv        | Campioni | Anii în care au câștigat | Finaliști | Anii în care au pierdut |
| ------------------- | -------- | ------------------------ | --------- | ----------------------- |
| Chelsea             | 2        | 2015, 2016               | 2         | 2018, 2019              |
| Barcelona           | 2        | 2014, 2018               | -         |                         |
| Benfica             | 1        | 2022                     | 3         | 2014, 2017, 2020        |
| RB Salzburg         | 1        | 2017                     | 1         | 2022                    |
| Porto               | 1        | 2019                     | -         |                         |
| Real Madrid         | 1        | 2020                     | -         |                         |
| AZ Alkmaar          | 1        | 2023                     | -         |                         |
| Olympiakos          | 1        | 2024                     | -         |                         |
| Șahtior Donețsk     | -        |                          | 1         | 2015                    |
| Paris Saint-Germain | -        |                          | 1         | 2016                    |
| Hajduk Split        | -        |                          | 1         | 2023                    |
| AC Milan            | -        |                          | 1         | 2024                    |

## Semifinala

### După club
| Club Sportiv    | Apariții | Sezoane                |
| --------------- | -------- | ---------------------- |
| Benfica         | 4        | 2014, 2017, 2020, 2022 |
| Chelsea         | 4        | 2015, 2016, 2018, 2019 |
| Barcelona       | 4        | 2014, 2017, 2018, 2019 |
| Real Madrid     | 4        | 2014, 2016, 2017, 2020 |
| Salzburg        | 3        | 2017, 2020, 2022,      |
| Porto           | 2        | 2018, 2019             |
| Anderlecht      | 2        | 2015, 2016             |
| Schalke 04      | 1        | 2014                   |
| Șahtior Donețsk | 1        | 2015                   |
| Roma            | 1        | 2015                   |
| PSG             | 1        | 2016                   |
| Manchester City | 1        | 2018                   |
| Hoffenheim      | 1        | 2019                   |
| Ajax            | 1        | 2020                   |
| Juventus        | 1        | 2022                   |
| Atlético Madrid | 1        | 2022                   |
| Milan           | 1        | 2023                   |
| Sporting        | 1        | 2023                   |
| Hajduk Split    | 1        | 2023                   |
| AZ Alkmaar      | 1        | 2023                   |

| Anii scris Boldat | = | Echipa a ajuns în finală în acel sezon. |